# Peter Higham
Peter Higham (sinh ngày 8 tháng 11 năm 1930) là một cầu thủ bóng đá từng thi đấu ở vị trí tiền đạo.